# Савин, Владимир Афанасьевич
Влади́мир Афана́сьевич Са́вин (1910 или 1921 — 1941, Ленинград) — советский футболист, нападающий.
В командах мастеров выступал за ленинградский «Сталинец» в 1938 году: в мае — июне провёл семь матчей. Возможно, скончался в декабре 1941 года в блокадном Ленинграде, похоронен на Большеохтинском кладбище.